# Fortune Bridge

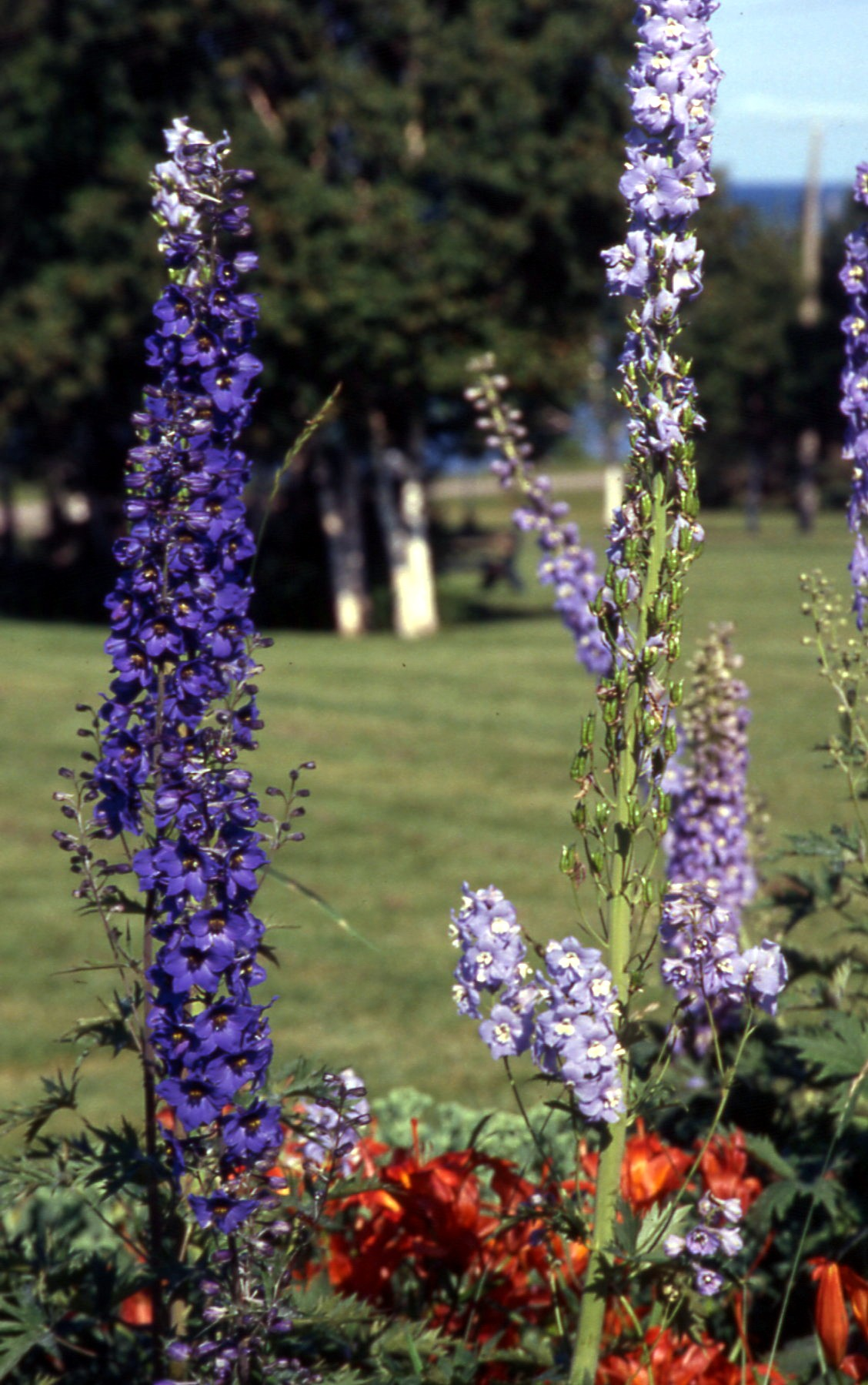
Fleurs à Fortune Bridge

Fortune Bridge est une communauté dans le comté de Kings de l'Île-du-Prince-Édouard, Canada, à l'ouest de Souris.
L'auteur Elmer Harris a construit une maison d'été et a fondé une colonie d'artistes à Fortune Bridge. Des résidents locaux comme Lydia Dingwell (1852-1931) de Dingwells Mills, furent son inspiration pour sa pièce Johnny Belinda,,,. Plus tard, la maison fut la propriété de l'actrice Colleen Dewhurst et est maintenant une auberge et un restaurant reconnu à un moment pour son célèbre chef Michael Smith.

## Information postale
Fortune Bridge avait son propre bureau de poste de 1889 jusqu'à 1914. Le code postal pour Fortune Bridge est C0A 2B0 et les adresses de la communauté sont route rurale #4 de Souris.